# Illy (entreprise)
Pour les articles homonymes, voir Illy.
Illy ou en italien Illycaffè est une entreprise Italienne du secteur alimentaire spécialisé dans l'importation, la torréfaction, et la vente de café. Fondée en 1933 à Trieste par Francesco Illy cette compagnie s'est développée dans le monde entier dans la deuxième partie du XXe siècle pour devenir l'une des plus importantes du secteur.

## Historique

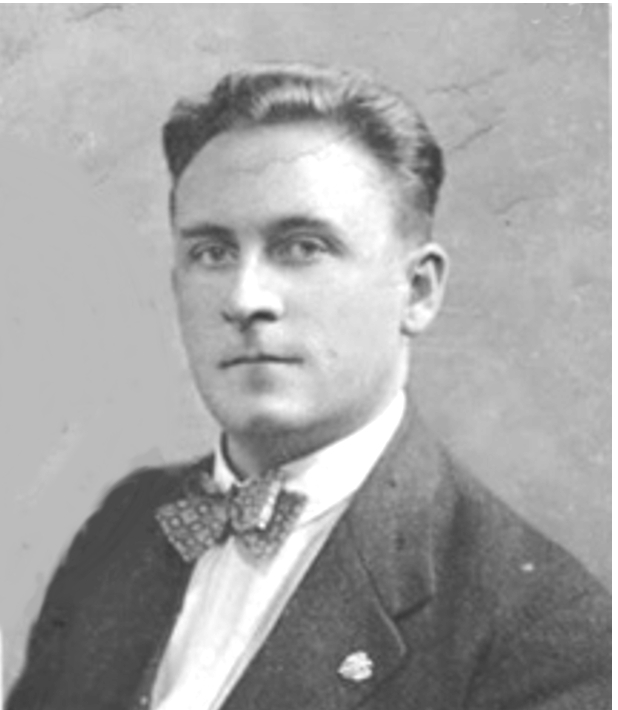
Francesco Illy

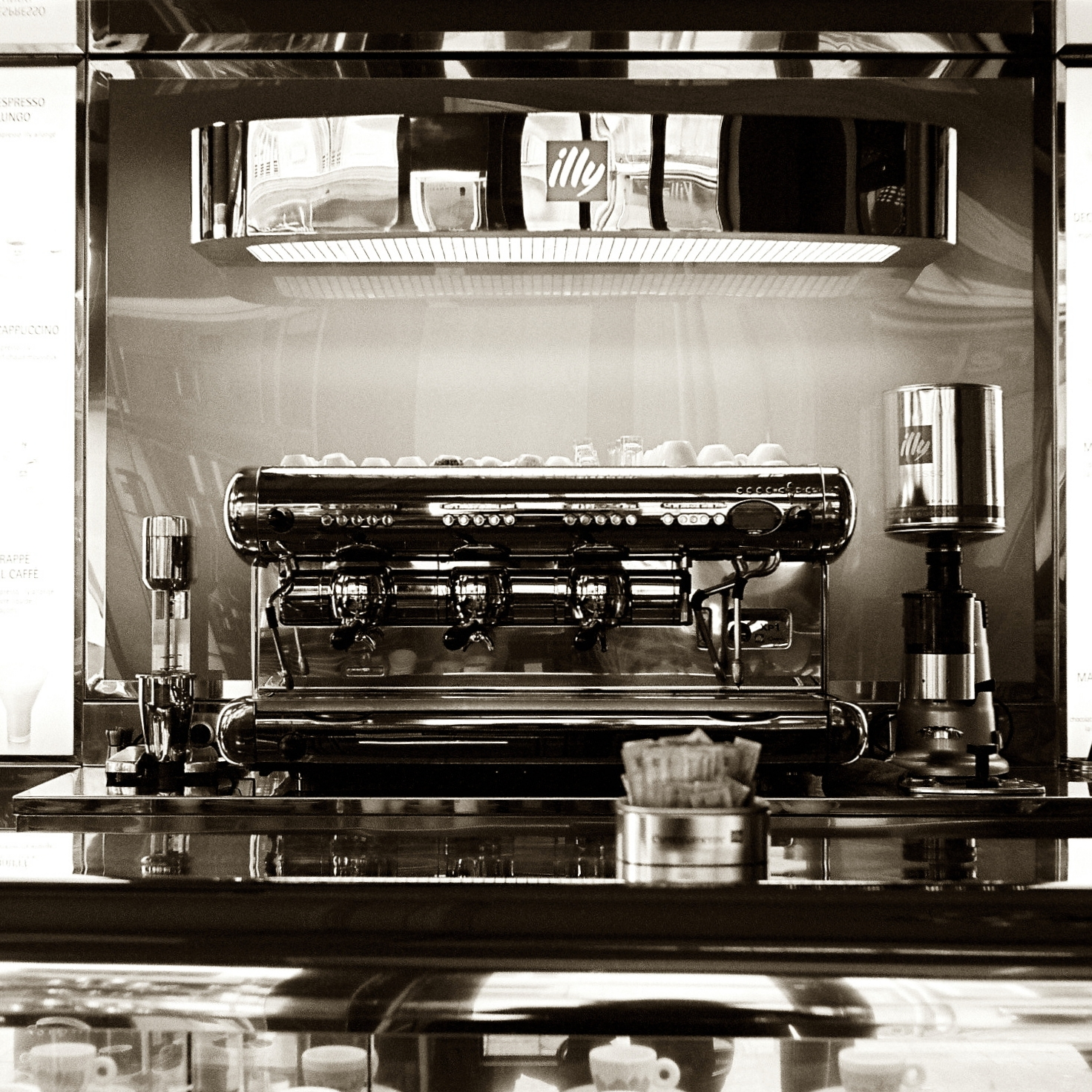
Machine à expresso Illy

Fondée par Francesco Illy (Timişoara, 1892 – Trieste, 1956), un émigré hongrois venu à Trieste durant la Première Guerre mondiale, puis reprise par son fils Ernesto Illy qui la développa à l'international, Illy s'est spécialisée dans la production et la vente de café de haute qualité 100 % arabica. Tout d'abord importateur de cacao et de café, Francesco Illy s'est concentré exclusivement sur le second et développa en 1935 le premier percolateur utilisant la vapeur en place de l'air comprimé pour faire le café de type expresso. Cette machine, nommée Illetta, est le précurseur des machines express.

## Développement
Illy est devenue une holding, le groupe Illy SpA propriété de la famille, qui comprend les sociétés :
- Domori, producteur de chocolats (depuis juillet 2006)
- Dammann Frères, maison de thé française (depuis mars 2007)
- Mastrojanni, domaine viticole de Montalcino (depuis septembre 2008).
- Participation dans Agrimontana, pâtisserie-confiserie (décembre 2005).

La société est présente dans près de 140 pays dans le monde, emploie environ 700 personnes, pour un chiffre d'affaires en 2007 d'environ 270 millions d'euros. Après la mort d'Ernesto Illy en 2008, c'est son fils Riccardo Illy, alors vice-président, qui en prend la direction.